# Tip of My Tongue
«Tip of My Tongue» (с англ. — «Кончик моего языка») — песня американского кантри-певца и автора-исполнителя Кенни Чесни, вышедшая 12 июля 2019 года в качестве первого сингла с его 19-го студийного альбома Here and Now (2019). Песня написана Чесни в соавторстве с Россом Копперманом и английским певцом Эдом Шираном, а также Чесни выступил сопродюсером вместе с Копперманом.

## История
Чесни объявил, что песня выйдет в июле 2019 года в качестве ведущего сингла к грядущему девятнадцатому студийному альбому. Он написал песню вместе с Россом Копперманом и Эдом Шираном. О процессе совместного написания он рассказал блогу Nash Country Daily: «Вы начинаете говорить, и слова выпадают, и может произойти все, что угодно. Когда вы входите в работу и пишете в любой день, химия получается такой, какая она есть. Когда появилась идея, мы все просто рассмеялись и сказали: „Ну, что мы можем с этим сделать?“» Позже он добавил о процессе написания песен: «Учитывая все великие песни, которые были написаны в этом городе, я думаю, что всегда хочется сделать что-то немного другое, я думаю, что есть такой момент, когда ты смотришь на кого-то и понимаешь, что в нём есть все. Ты хочешь все знать, поглотить все, что связано с ними. Именно поэтому мы говорим „Это долгий путь вниз“, потому что вы хотите знать все. И самое лучшее: У нас есть мелодия, которая соответствует тому, что происходит в лирике. Музыка соответствует словам, и вы можете просто дрейфовать в ней».

## Отзывы
Песня получила положительные отзывы музыкальных критиков. Автор Taste of Country Билли Дьюкс отметил, что песня представляет собой «среднетемповый, прогрессивно звучащий трек, [который] помещает знакомый голос Чесни в новую прогрессивную обстановку, создавая очень современный трек с сильным влиянием поп-музыки». Джон Фриман из Rolling Stone Country назвал песню «торжеством чувственности» и сказал: «На мечтательном, свободном от ударных инструментов ложе из гитары и синтезатора Чесни поёт о своей признательности за маленькие детали — например, ямочки на спине — которые заставляют его влюбиться в кого-то ещё больше».

## Чарты
| Чарт (2019—2020)                    | Высшая позиция |
| ----------------------------------- | -------------- |
| Канада (Billboard Canadian Hot 100) | 98             |
| Канада (Billboard Country)          | 3              |
| США (Billboard Hot 100)             | 73             |
| США (Billboard Country Airplay)     | 8              |
| США (Billboard Hot Country Songs)   | 13             |

| Чарт (2019)                      | Позиция |
| -------------------------------- | ------- |
| US Country Airplay (Billboard)   | 36      |
| US Hot Country Songs (Billboard) | 34      |

## Сертификации
| Регион                                                                      | Сертификация | Продажи |
| --------------------------------------------------------------------------- | ------------ | ------- |
| США (RIAA)                                                                  | Золотой      | 500 000 |
| Данные о продажах + прослушиваниях приведены только на основе сертификации. |              |         |